# Anthaxia ephippiata
Anthaxia ephippiata es una especie de escarabajo del género Anthaxia, familia Buprestidae. Fue descrita científicamente por Redtenbacher en 1850.